# Thiên An
Thiên An (chữ Hán giản thể: 迁安市) là một thành phố cấp phó địa thuộc địa cấp thị Đường Sơn, tỉnh Hà Bắc, Cộng hòa Nhân dân Trung Hoa. Thành phố này có diện tích 1208 ki-lô-mét vuông, dân số năm 1999 là 648.197 người.. Mã số bưu chính của thành phố Thiên An là
064400 Thành phố Thiên An được chia thành 1 nhai đạo, 12 trấn và 7 hương.
- Nhai đạo: Thành Khu.
- Trấn: Thiên An, Kiến Xương Doanh, Dương Các Trang, Dã Kê Đã, Hạ Quan Doanh, Triệu Điếm Tử, Mã Lan Trang, Đại Thôi Trang, Sa Hà Dịch, Mộc Hán Khẩu, Điếm Tử, Thái Viên.
- Hương: Thượng Xạ Nhạn Trang, Khấu Trang, Bành Điếm Tử, Ngũ Trọng An, Diêm Gia Điếm, Đại Ngũ Lý, Thái Bình Trang.